# Lolicon
Lolicon (ロリコン), također romaniziran kao rorikon, je oblik fraze "Lolita kompleks".
U Japanu taj izraz opisuje seksualnu privlačnost ili afinitet prema djevojčicama ili se tako naziva pojedinac koji ima takve sklonosti. Izvan Japana se izraz rjeđe upotrebljava, i to uglavnom za poseban žanr mange i anime u kojoj se ženski likovi s dječjim karakteristikama prikazuju u erotskom kontekstu. Fraza je referenca na Lolitu, roman Vladimira Nabokova u kojoj je srednjovječni muškarac seksualno opsjednut 12-godišnjom djevojčicom. Ekvivalentni izraz za seksualizaciju dječaka je shotacon.
Dio stručnjaka vjeruje kako samim svojim postojanjem žanr lolicona predstavlja seksualno zlostavljanje djece, dok dio stručnjaka smatra kako to nije točno. Neke države su pokušale zakonom zabraniti lolicon kao oblik dječje pornografije.

## Vanjske poveznice
- "'Virtual child' pornography on the Internet: a 'virtual' victim?"  Arhivirana inačica izvorne stranice od 27. prosinca 2009. (Wayback Machine)
- Japanese Titbits #2 - Hentai vs. Ecchi
- "New Law Banning Lolicon?"